# Cowd Castle

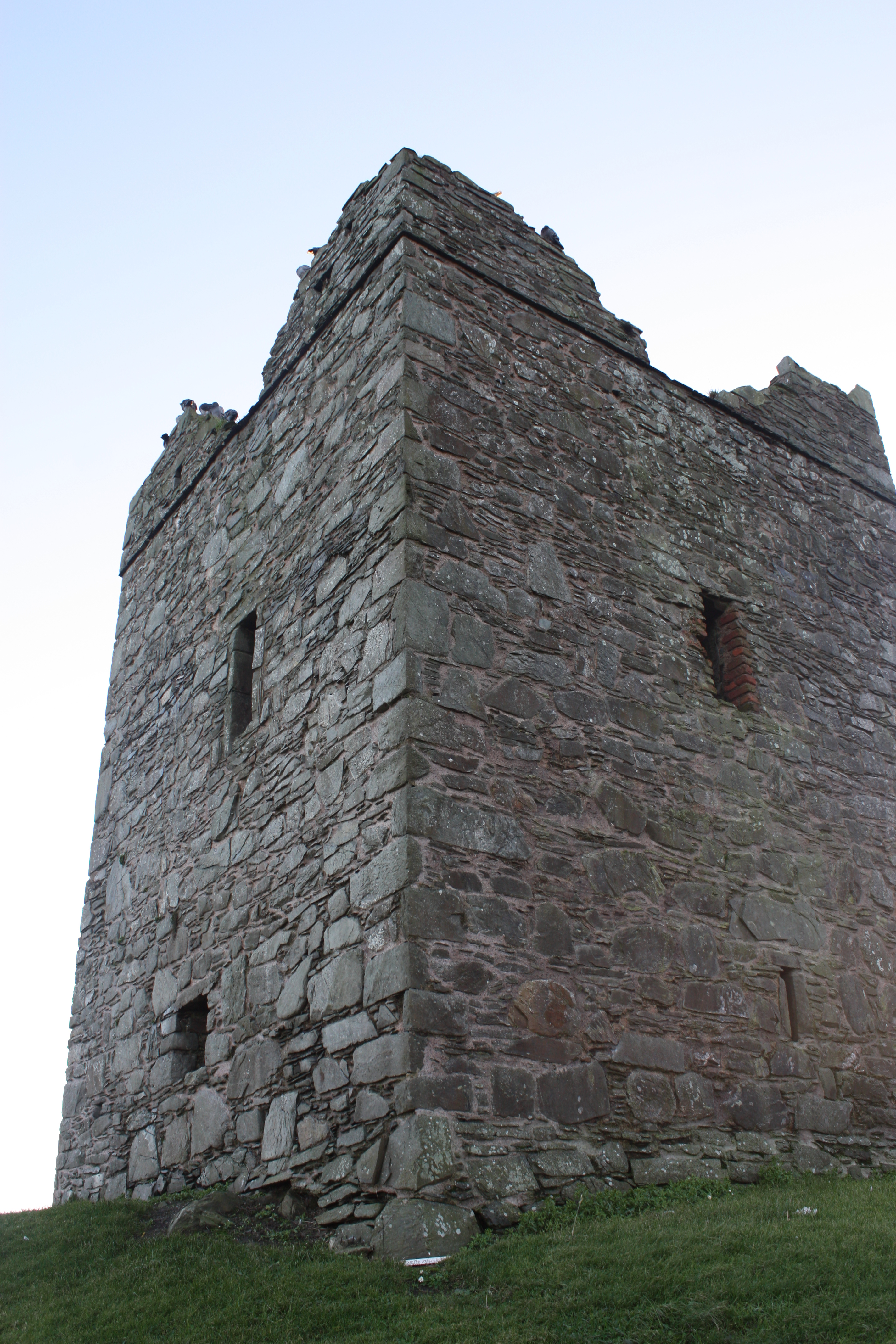
Cowd Castle im November 2010

Cowd Castle, auch Choud Castle, ist eine Burg im Fischerdorf Ardglass im nordirischen County Down. Es liegt am Eingang zum Ardglass Golf Club. Auf der anderen Straßenseite liegt Margaret’s Castle. Cowd Castle ist ein kleiner, zweistöckiger Turm aus dem Ende des 15. oder Anfang des 16. Jahrhunderts. Der Eingang befindet sich in der Westmauer. Eine gerade Treppe an der Außenmauer entlang führte zum Obergeschoss. Heute ist sie blockiert.
Der Wohnturm ist ein State Care Historic Monument im Townland von Ardglass im District Newry, Mourne and Down.
In Ardglass gab es mindestens sechs Burgen. Von vieren kann man heute noch Überreste sehen: Ardglass Castle, Cowd Castle, Jordan’s Castle und Margaret’s Castle.